# Sint-Leonarduskerk (Molenbeersel)
De Sint-Leonarduskerk is de parochiekerk van Molenbeersel in de Belgische provincie Limburg in de gemeente Kinrooi.
De kerk valt onder het dekenaat Bree in het bisdom Hasselt.

## Geschiedenis

### Leonarduskapel
Op de plaats van het huidige huisnummers 46/48 op de Oudekerkstraat bevond zich de Sint-Leonarduskapel, die in 1772 werd opgericht. Deze kapel staat afgebeeld op de Ferrariskaart (1771-1777) en in de Atlas der Buurtwegen (1845), in beide gevallen als een eenbeukig gebouw zonder transept.
In 1826 werden een sacristie en een toren aan de kapel toegevoegd, die in de Atlas der Buurtwegen duidelijk te herkennen zijn. Deze kapel was een hulpkapel van de kerk van Neeritter (NL). In 1828 werd de kapel een rectoraat, in 1834 een onafhankelijke kerk. In 1837 werd de Sint-Leonardusparochie opgericht.
In 1863 werd de huidige Sint-Leonarduskerk gebouwd in het nieuwe centrum van Molenbeersel aan de Weertersteenweg omdat de oude kerk (de Sint-Leonarduskapel) in Molenbeersel te klein was om aan alle gelovigen een plaats te bieden. De oude kapel werd toen verbouwd tot school en de pastorie ernaast tot onderwijzerswoning.
In 1936 werd de kapel verkocht en fungeert sindsdien als woonhuis. Men kan echter nog steeds zien dat dit huis vroeger dienstdeed als kapel door de vorm van het huis en het dak. Men kan ook nog steeds duidelijk de kooromgang herkennen.

### Huidige kerk
Op 30 augustus 1860 vond de aanbesteding plaats. De aannemers Vanderhoeven en Jan Verstappen uit Maaseik kregen de opdracht. Op 6 november 1860 werd de eerste steen gelegd door de deken van Maaseik. Men had tien jaar lang (1853 - 1863) leem uitgegraven voor het bakken van de brikken.
Op 30 september 1863 werden de heilige vaten, begeleid door een plechtige processie, van de oude kerk naar de nieuwe kerk gebracht.
Het betreft een neoromaanse pseudobasilicale kruiskerk, waarvan de zijbeuken langs het transept doorlopen. Architect was Herman Jaminé. In 1933 werd de kerk uitgebreid met een toren en twee nevenkoren.
Het meubilair is 19e-eeuws en omvat het hoofdaltaar en de communiebank (1863) en de zij-altaren (1865). De kerk bevat een aantal houten heiligenbeelden.

## Galerij

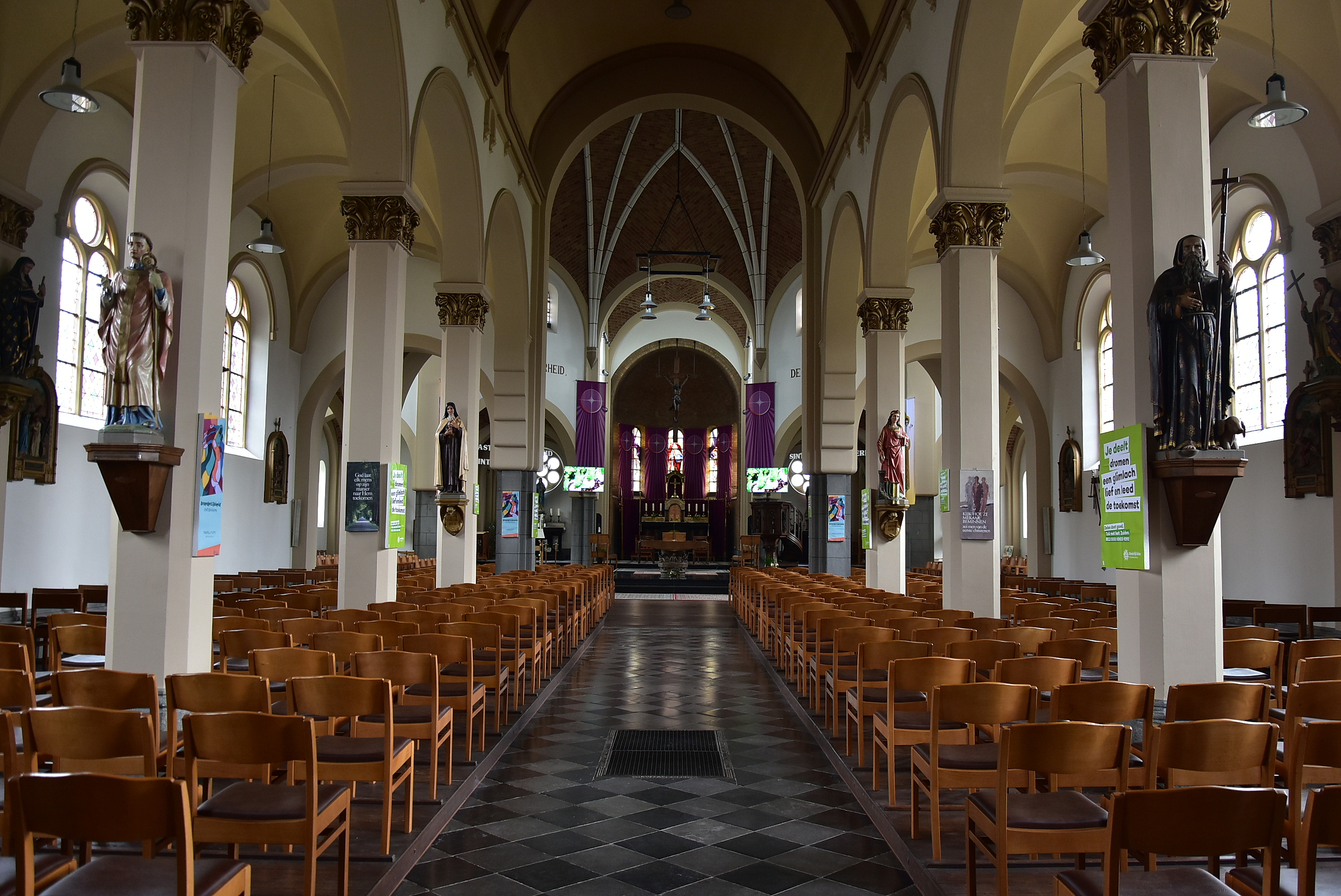
Kerkschip en koor
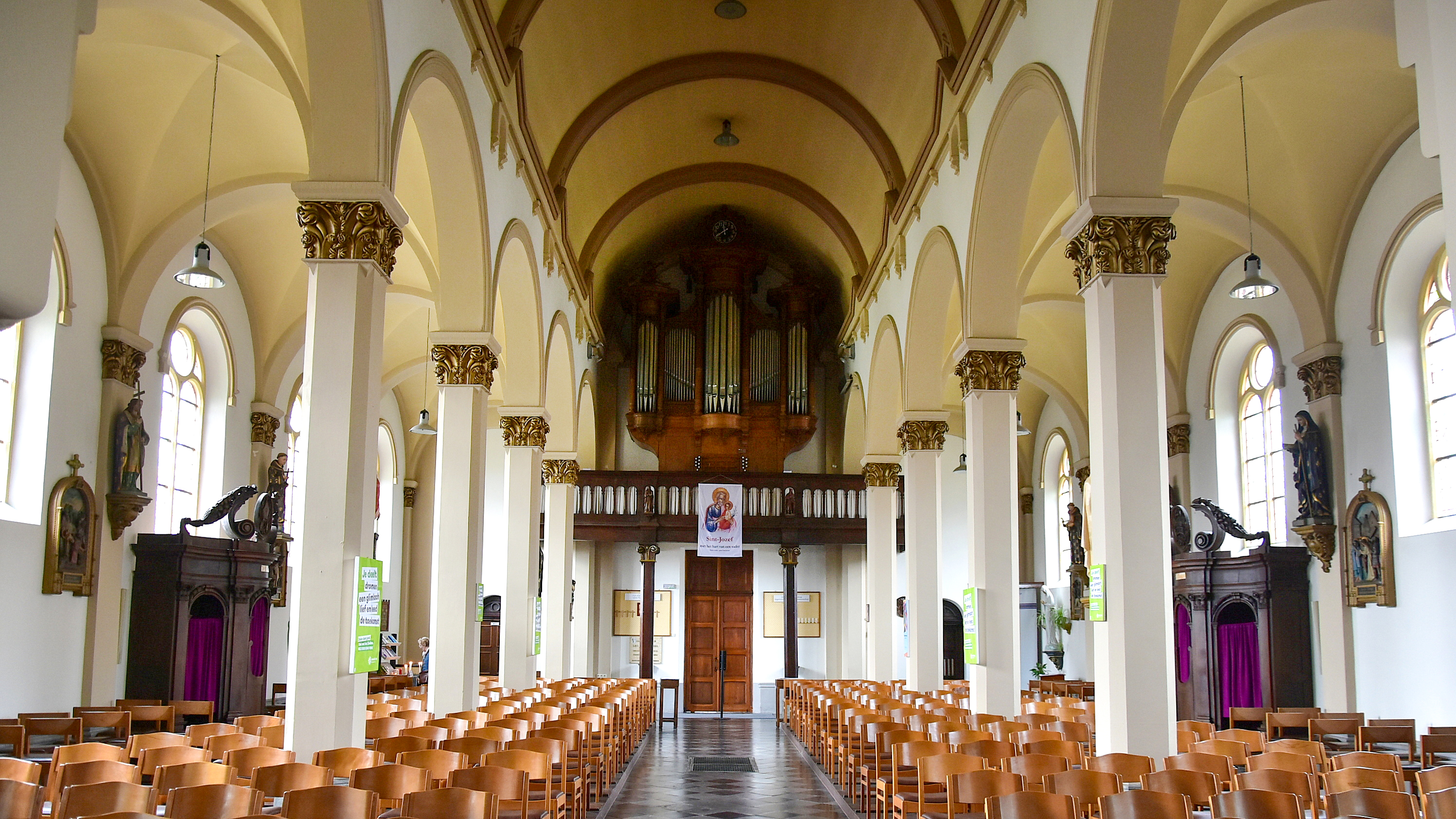
Achterzijde